# The Watsons
The Watsons is een onvoltooide roman van de Engelse schrijfster Jane Austen. Austen begon met het schrijven van de roman in 1803. Door het overlijden van haar vader in januari 1805 kwam ze er niet toe de roman ooit af te maken. Het verhaal bestaat uit vijf hoofdstukken en bevat minder dan 18.000 woorden.

## Inhoud
Mr. Watson is een geestelijke. Hij is weduwnaar en heeft twee zoons en vier dochters. Zijn jongste dochter Emma is opgevoed door een rijke tante en is daardoor beter opgeleid en verfijnder dan haar oudere zusters. Wanneer de rijke tante in kwestie echter een onverstandig tweede huwelijk aangaat wordt Emma gedwongen terug te gaan naar haar ouderlijk huis. Daar wordt ze geconfronteerd met haar grove, roekeloze en op mannen jagende oudere zussen, beiden twintigers. Bij haar oudste zuster Elizabeth vindt ze wél vriendelijkheid en verantwoordelijkheid.
Vlak bij de Watsons wonen de Osbornes, een adellijke familie. De jonge Lord Osborne, een wat lompe jongeman, ziet Emma wel zitten, en een van Emma's zusters opent de jacht op Tom Musgrave, een op status jagende vriend van de familie Osborne.
In de eerste hoofdstukken van het boek is Mr. Watson al ernstig ziek. Jane Austen had haar zuster Cassandra al wat van de plot verteld, en daardoor is bekend dat Mr. Watson in de loop van het verhaal zou komen te overlijden, dat Emma een huwelijksaanzoek van Lord Osborne zou afwijzen en uiteindelijk zou trouwen met Mr. Howard, een voormalig leraar van Osborne.

## Bewerkingen
Er is door diverse schrijvers getracht de roman af te maken. Een van deze schrijvers was Austens nicht Catherine Hubback, die de roman in het midden van de negentiende eeuw voltooide en uitbracht onder de naam The Younger Sister.